# Attilio Fizzotti
Attilio Fizzotti (Busto Arsizio, 1º febbraio 1900 – ...) è stato un calciatore italiano, di ruolo terzino sinistro.

## Carriera
Giocò in Serie A con la Pro Patria.

## Palmarès

### Club

#### Competizioni nazionali
- Prima Divisione: 1

Pro Patria: 1926-1927